# Liste der Kulturdenkmale in Berlingerode
Die Liste der Kulturdenkmale in Berlingerode umfasst die als Ensembles, Einzeldenkmale und Bodendenkmale erfassten Kulturdenkmale in der thüringischen Gemeinde Berlingerode und ihrer Ortsteile (Stand: 11. Februar 2025).
Die Angaben in der Liste ersetzen nicht die rechtsverbindliche Auskunft der zuständigen Denkmalschutzbehörde.

## Legende
- Bild: zeigt ein Bild des Kulturdenkmals und gegebenenfalls einen Link zu weiteren Fotos des Kulturdenkmals im Medienarchiv Wikimedia Commons
- Bezeichnung: Name, Bezeichnung oder die Art des Kulturdenkmals
- Lage: Wenn vorhanden Straßenname und Hausnummer des Kulturdenkmals; Grundsortierung der Liste erfolgt nach dieser Adresse. Der Link Karte führt zu verschiedenen Kartendarstellungen und nennt die Koordinaten des Kulturdenkmals.
 Kartenansicht, um Koordinaten zu setzen – in dieser Kartenansicht sind Kulturdenkmale ohne Koordinaten mit einem roten bzw. orangen Marker dargestellt und können in der Karte gesetzt werden. Kulturdenkmale ohne Bild sind mit einem blauen bzw. roten Marker gekennzeichnet, Kulturdenkmale mit Bild mit einem grünen bzw. orangen Marker.
- Datierung: gibt das Jahr der Fertigstellung beziehungsweise das Datum der Erstnennung oder den Zeitraum der Errichtung an
- Beschreibung: bauliche und geschichtliche Einzelheiten des Kulturdenkmals, vorzugsweise die Denkmaleigenschaften
- ID: Die ID identifiziert das Kulturdenkmal eindeutig. In Thüringen sind aktuell keine IDs veröffentlicht. In der ID-Spalte kann sich auch folgendes Icon  befinden, dies führt zu Angaben zu diesem Kulturdenkmal bei Wikidata.

## Einzeldenkmale
| Bild                                    | Bezeichnung                              | Lage | Datierung | Beschreibung | ID |
| --------------------------------------- | ---------------------------------------- | --- | --------- | ------------ | -- |
| Direkt Bild zu diesem Denkmal hochladen | Gutshaus / Hägerburg                     | Hägerburg 1 Flur 7 / Flurstück(e) 60/13 |           |              |    |
| Direkt Bild zu diesem Denkmal hochladen | Wegkreuz                                 | Hauptstraße o. Nr. Flur 2-59 in der Flur ‚Das vordere schmale Tal‘, Feldweg gegenüber ‚Am Kesseborn‘ (etwas nördlicher) nach N führend; Flur 2 / Flurstück(e) 59 |           |              |    |
| Direkt Bild zu diesem Denkmal hochladen | Bildstock                                | Hauptstraße o.Nr. Flurstück 203/118 nicht mehr existent; 203/117 = Ecke Mitteldorfstraße; Flur 1 / Flurstück(e) 203/117                                          |           |              |    |
| Direkt Bild zu diesem Denkmal hochladen | Wohnhaus                                 | Hauptstraße 23 Flur 7 / Flurstück(e) 155 |           |              |    |
| Direkt Bild zu diesem Denkmal hochladen | Wohnhaus                                 | Hauptstraße 83 Flur 1 / Flurstück(e) 409, 410 |           |              |    |
| weitere Bilder Fotos hochladen          | Kirche / Kath. Pfarrkirche St. Stephanus | Mitteldorfstraße 15a Flur 1 / Flurstück(e) 490 (Karte) |           |              |    |
| Direkt Bild zu diesem Denkmal hochladen | Kruzifix                                 | Rotental Flur 1 / keine Flurstücks-Nr. |           |              |    |

## Bodendenkmale
| Bild                           | Bezeichnung                                           | Lage                                                                                     | Datierung | Beschreibung | ID |
| ------------------------------ | ----------------------------------------------------- | ---------------------------------------------------------------------------------------- | --------- | ------------ | -- |
| weitere Bilder Fotos hochladen | Alte Burg Westernhagen, etwa rechteckiger Ruinenhügel | 2 km südöstlich von Berlingerode in Niederung. Flur 6 / Flurstück(e) 16/7, 41/16 (Karte) |           |              |    |